# Ineu
Ineu je město v Rumunsku v župě Arad. V roce 2009 zde žilo 9 576 obyvatel.